# 欧洲
欧罗巴洲（羅馬化：Eurṓpē），简称欧洲，是位于欧亚大陆西北部的一个洲，其北臨北冰洋，西界大西洋，南接地中海，東側則與亞洲相鄰，並與後者共同構成歐亞大陸。歐洲的總面積約為10,186,000平方公里，占地球陸地面積的6.8%，在七大洲劃分模式中為第二小的大洲。總人口約7.45億，是世界人口第三多的洲，僅次於亚洲和非洲，共有50個獨立的主權國家。歐洲大部分地區氣候溫和，冬夏溫差較小；然而，距海較遠的地區則呈現較明顯的季節性變化，屬於大陆性气候。
歐洲文化涵蓋多元的民族文化與區域文化，並構成西方文明的核心基礎。其文化傳統常被追溯至古希腊與古罗马，基督教則被視為歐洲文化發展的關鍵與共同根源。476年西羅馬帝國滅亡，歐洲經歷民族大遷徙時期，並標誌著中世纪的開始。之後歐洲逐漸出現多次人文運動，最終文藝復興在14、15世紀的意大利半島發源，推動了對人文藝術與科學的興趣，並引領歐洲進入近代時期。自地理大发现以來，歐洲逐漸全球事務中發揮主導作用，進行多次探險與殖民擴張。自16世紀至20世紀，歐洲各國先後建立美洲、非洲、大洋洲幾乎所有地區及亞洲大部分地區的殖民帝國。
17世紀至19世紀上半葉的啟蒙運動、工業革命、法国大革命與拿破崙戰爭深刻影響歐洲的文化、政治與經濟。20世紀，歐洲爆發了第一次世界大戰及第二次世界大戰，導致西歐國際地位下降，被美國與蘇聯取代。隨之而來的冷戰使歐洲形成東西對立，以北大西洋公約組織與華沙公約組織為代表，並以鐵幕為分界。此種對峙在東歐劇變、柏林墙倒塌及苏联解体後終結，為歐洲一體化的發展提供契機。現今欧洲联盟多數成員國採用欧元作為共同貨幣，並參與歐洲單一市場與關稅同盟。

## 名称

阿那克西曼德（前6世纪）绘制的一张早期世界地图

在古希腊神话中，欧罗巴（羅馬化：Eurṓpē）是一位腓尼基公主，她受到变成公牛的宙斯的引诱。一种说法认为她的名称来自古希腊语语素（eurús；直译：「宽的」）与（ōps，ōpós；直译：「眼睛」或「脸」或「面孔」），因此其复合形式（Eurṓpē）可能有“宽广的视野”或“辽阔的方位”之意。
世界上大多数语言使用“Eurṓpē” 或“Europa”的音译词指代该大陆。在中文中，“欧洲”是“欧罗巴洲”一词的缩写，后者是由利玛窦于自己翻译的《坤舆万国全图》中率先使用的。尽管在日语中片假名（Yōroppa）正逐渐常用，在欧洲联盟的（Ōshū Rengō）等词汇中也保留了来自漢字的（Ōshū）用法。在一些突厥语系语言中，除了“Avrupa”或“Evropa”，原先的波斯语名称“Frangistan”（法蘭吉斯坦；直译：「法蘭克人的领地」）也会用来指代欧洲的大部分地区。

## 定义
可点击欧洲地图：显示与亚洲大陆因历史原因形成的边界线。（参见亚洲与欧洲的分界线获得更多信息）。
图例：蓝 = 洲际国家；绿 = 有时会被认为是欧洲，但在欧洲边界线之外。

## 历史

### 远古历史

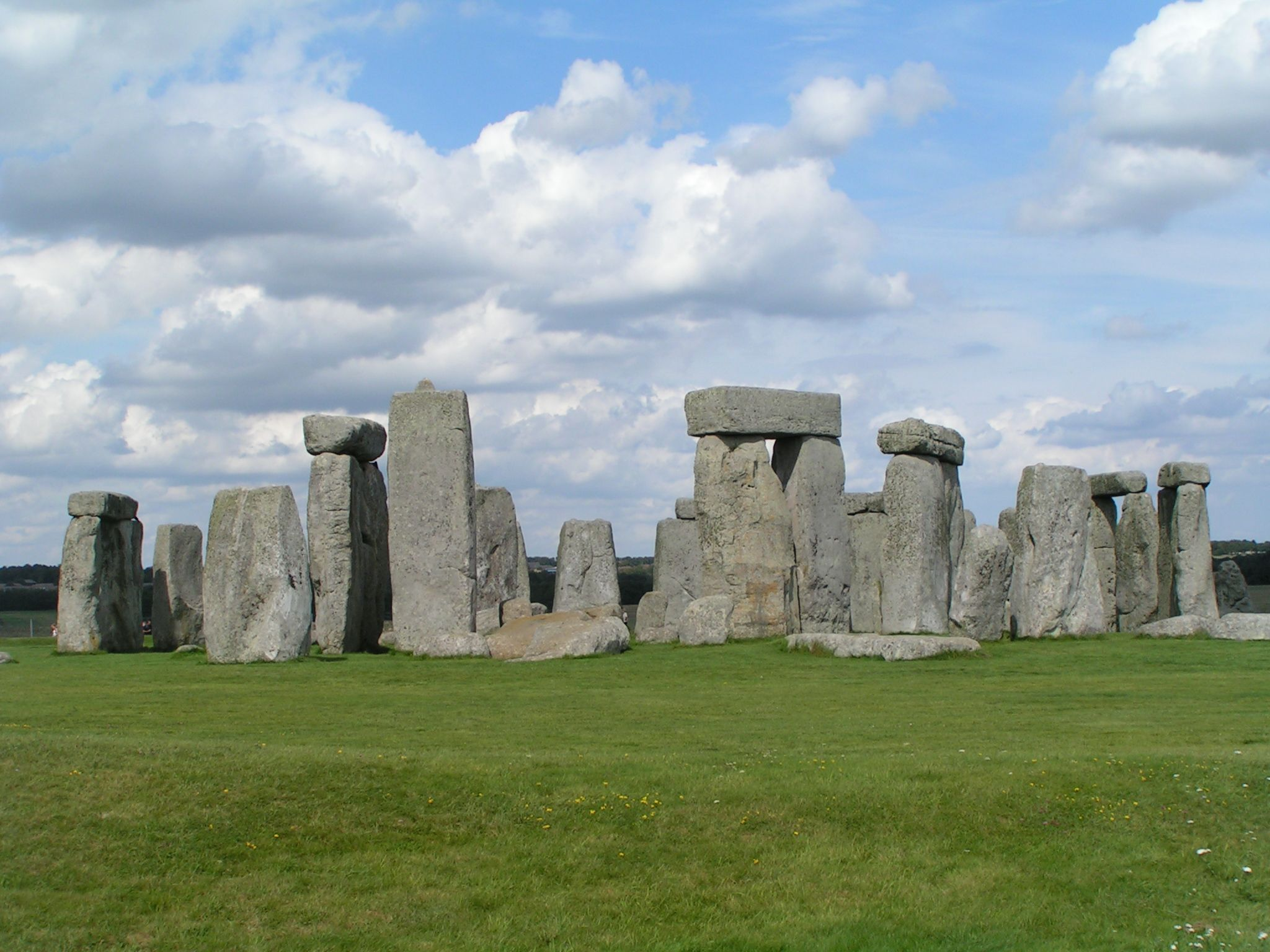
英國倫敦西南部的巨石陣

根据这两、三百年的考古发掘，证实欧洲（包括英国等地）在舊石器时代已经有人類活动。
公元前4000年－前26世紀，西欧的凯尔特人就出现巨石文化，现在还留有欧洲巨石建筑遗迹。地中海东部的爱琴海被认为是欧洲文明的发祥地。
公元前2000年左右，古希腊人的祖先就定居在爱琴海的克里特岛，它也成为古希腊文明的发源地，并且逐渐發展出城邦文化。
公元前5世纪，伯罗奔尼撒战争过后，古希腊本土逐渐走向衰落，但是其文化影响力继续扩大，
公元前3世纪，希腊边境馬其頓王国的亞歷山大大帝征服埃及和波斯，建立橫跨歐亞非三洲的大帝國，将希腊文化传播到亞洲和非洲地区，史称希腊化时代，给人类留下丰富的文化遗产。

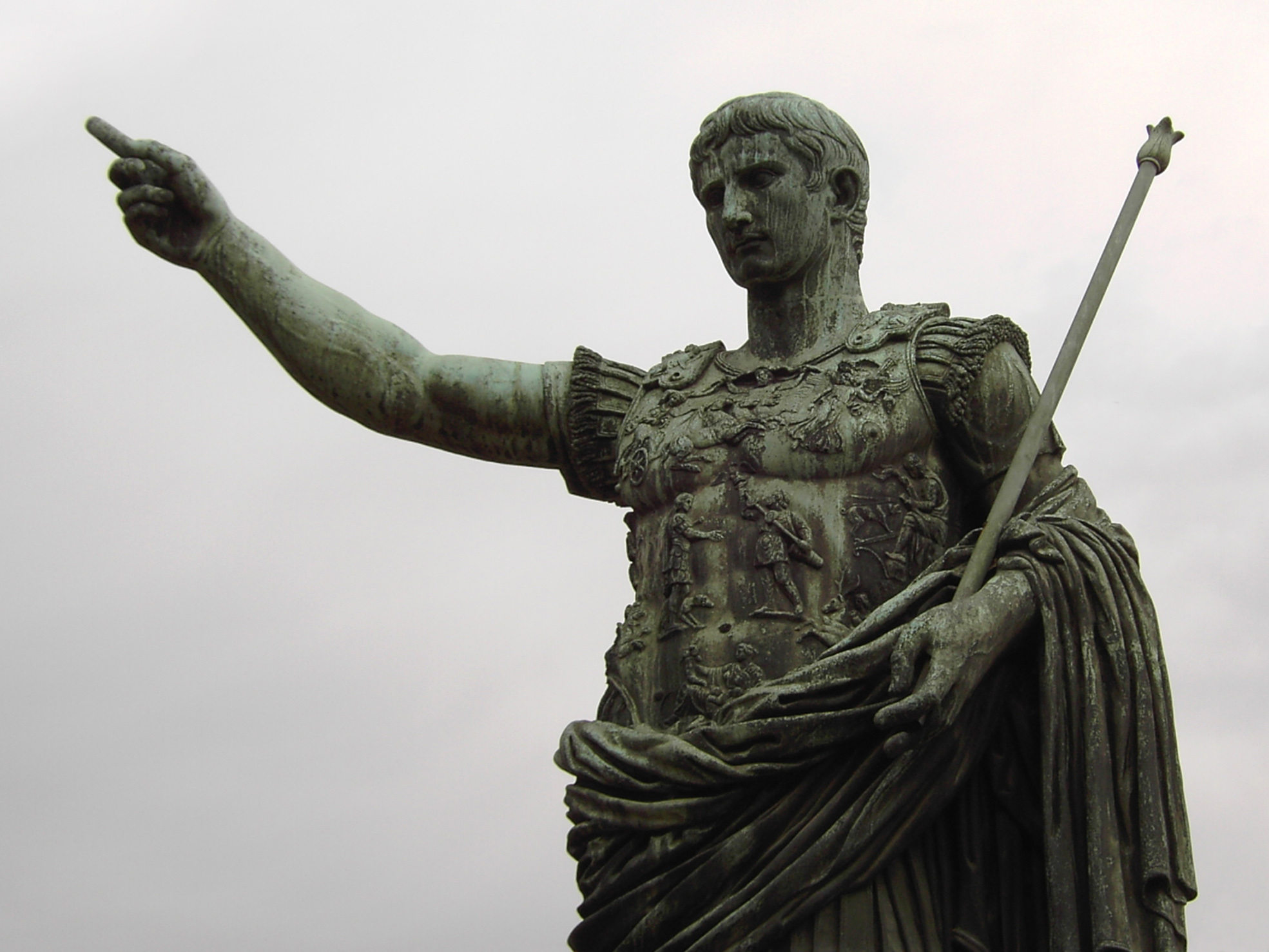
屋大维，羅馬帝國的建立者

公元前27年，古罗马兴起，成立羅馬帝国，成为一个统治欧洲、西亚和北非的大帝国，地中海成为其内海。亚平宁半岛是當時歐洲政治和经济的中心地区。
公元1世纪后，基督教逐渐在罗马境内传播开来。
313年，基督教被定为罗马国教，取得在欧洲的统治地位。
3世纪後期，罗马帝国逐渐衰弱。
376年，匈人擊敗東哥德王國，哥德人被迫渡過多瑙河進入西羅馬帝國。
395年，分裂成为東、西两個帝国。北欧的日尔曼人及东欧的斯拉夫人相继兴起。
4世紀，來自東方的匈人迫使東歐各族不斷向西遷移。
476年，東哥德人滅亡西羅馬帝國，西歐進入中世纪。
帝國的東半部（東羅馬帝國）則持續發展至1453年，最後被鄂圖曼土耳其人所滅。

### 中世紀

法蘭克王國於鼎盛時期

西羅馬帝國末期，軍事衰退，內部動亂，異族入侵。476年，皇帝罗慕路斯·奥古斯都被蛮族軍閥奧多亞塞廢黜，西羅馬帝國滅亡，西歐領土被各大勢力佔據，而東羅馬帝國仍存，其國力繼續優於其他國家。五世紀初，法蘭克人克洛維統一法蘭克人諸部，皈依基督教後定都巴黎，建立法蘭克王國。東羅馬皇帝查士丁尼一世也銳意圖治，派兵收復義大利及北非等失土，並創建查士丁尼法典。克洛維後代墨洛溫王朝先後對外用兵，勢力擴張到當代法國大部分地區，而東羅馬帝國則在與薩珊間的戰爭中損失慘重，其領土逐漸被阿拉伯帝国蠶食。然而阿拉伯軍於718年敗於君士坦丁堡城下，後於732年在圖爾戰役被法蘭克宫相查理·马特擊敗，不再有大幅吞併領土之舉。751年，法蘭克國王希爾德里克三世被查理·马特之子矮子丕平廢黜，加洛林王朝取代墨洛溫王朝。之後，丕平之子查理曼對外征伐，控制今法德義地區，在800年於羅馬被教宗利奧三世加冕為帝。843年，查理曼的三位孫子洛泰尔、路易、查理簽署《凡爾登條約》，將帝國分為西、中、東法蘭克。當時西法蘭克諸侯林立，政局不穩，且王族迅速絕嗣。885年，東法蘭克國王胖子查理被推舉為西法蘭克國王，但由於施政不佳，其子未能繼承王位，巴黎圍城戰有功的厄德成為新國王。之後，西法蘭克在不同家族之間統治，直到法蘭克公爵于格·卡佩稱王，建立卡佩王朝為止，而東法蘭克自奥托一世 稱帝後，轉變為神圣罗马帝国。與此同時，東歐各斯拉夫國家深受東羅馬影響，如基辅罗斯等國均皈依東正教。
于格·卡佩稱王被後世史學家視為法蘭西王國的開端，但直到腓力二世統治以前，卡佩王朝的統治者都仍以「法蘭克國王」自居。卡佩王朝建立之初，面臨到加洛林王朝後期相同的困境，其治下的貴族越發獨立，王權衰微，而神圣罗马帝国則較為集權，並儼然成為當時歐洲最強國，逐步向東擴張。1066年，法國诺曼底公爵威廉率軍跨海征服英格兰，法國文化開始影響不列顛群島。之後在11到13世紀，法國貴族十字军东征运动中扮演主力角色，以致阿拉伯人將十字軍稱為「法蘭克人」，法语也成為黎凡特地区十字軍國家的通用语。同時德意志人的東向移民運動與西班牙人的收復失地運動也頗有進展，使西歐國家的領地逐步擴張。1180年，法王腓力二世登基。在他為時43年左右的統治期間，法國王室不僅取得诺曼底公国和佛兰德的統治權，還在布汶戰役擊潰了神聖羅馬帝國與安茹帝國組成的聯軍。腓力二世使法國成為歐洲最強大的國家，並自稱「法蘭西國王」，而非先王們自稱的「法蘭克國王」。法國接下來在數位卡佩王朝君主的統治下愈發強大，此時期也成為法國歷史上的黃金時期之一，而神圣罗马帝国則在大空位時代愈發衰弱，其集權逐漸崩塌。同時，東羅馬帝國的領土逐漸被興起的塞尔柱帝国吞併，基辅罗斯也在长子西征後滅亡，改為欽察汗國統治。

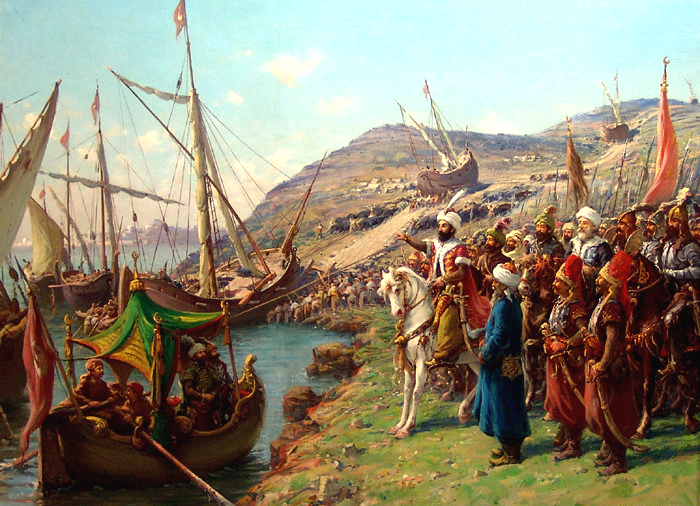
君士坦丁堡的陷落

1328年2月1日，法國國王查理四世去世，其堂兄腓力六世依據男性子嗣的繼承慣例於不久後繼承王位，此舉雖引起查理四世的外甥英王愛德華三世的不滿，但後者仍向前者稱臣，直到1330年代雙方因蘇格蘭問題與領土爭議發生齟齬，腓力六世沒收吉耶讷，愛德華三世才再次聲索法國王位，雙方爆發百年戰爭。戰爭前期英軍攻势凌厉，占领广阔的法兰西领土。但在第二階段，法軍在歷精圖治的查理五世和優秀將領盖克兰的指揮下收復故土，雙方進入停戰狀態。與此同時，黑死病也在此時肆虐歐洲，造成歐洲各國損失慘重、人口大減。1415年，英王亨利五世率軍再次入侵，其子在之後被立為法王，但之後圣女贞德等人指揮法軍將英軍逐步趕出法國，最後在福爾米尼戰役與卡斯蒂永戰役取得決定性胜利。而東方的東羅馬帝國則被奥斯曼帝国擊敗，其首都君士坦丁堡於1453年陷落，帝國滅亡。

### 近世

哥倫布的航行

15世紀，歐洲開始向大洲外擴張，西班牙與葡萄牙作為當時最強大的海上強權，率先展開全球探索。1492年，克里斯托弗·哥伦布發現新大陸；1498年，瓦斯科·達伽馬開闢通往東方的海上航線，連接大西洋與印度洋。斐迪南·麥哲倫在西班牙的資助下，自大西洋與太平洋向西航行至亞洲，其船隊最終完成人類首次環球航行。隨後，西班牙與葡萄牙在美洲、亞洲、非洲與大洋洲建立了龐大的殖民帝國。法國、荷蘭與英國亦隨之發展自己的海外殖民地，在非洲、美洲與亞洲建立廣大領地。與此同時，法國與西班牙等國也在歐洲大陸爆發了意大利战争，並捲入其他歐洲大國。哈布斯堡王朝也在此時達到鼎盛，聯統了西班牙帝國、神聖羅馬帝國、部分意大利邦國等地。
此前起源於佛罗伦萨的文艺复兴在14世紀至16世紀間傳播至整個歐洲，藝術、哲學、音樂與科學領域蓬勃發展，並受到王室、貴族、天主教會以及新興商人階層的共同贊助。在義大利，贊助人包括佛羅倫斯的銀行世家美第奇家族，以及羅馬的教宗，都資助了大量十五世紀與十六世紀的藝術家，如拉斐尔、米开朗基罗與达·芬奇。而在1517年，德意志神學家馬丁·路德在教堂門口張貼《九十五条论纲》，抨擊贖罪券的販售。他隨後於1520年被教宗逐出教會，其追隨者亦在1521年沃尔姆斯议会上被定罪，致德意志諸侯分裂為新教與天主教陣營。隨著新教的傳播，宗教衝突與戰爭席捲歐洲，如神聖羅馬帝國宮廷對抗施馬爾卡爾登聯盟的戰爭及法國胡格諾戰爭陸續爆發。文艺复兴、地理大发现及宗教改革後，歐洲的科技發展迅速，並有哥白尼、克卜勒、伽利略、牛頓等科學家出世。

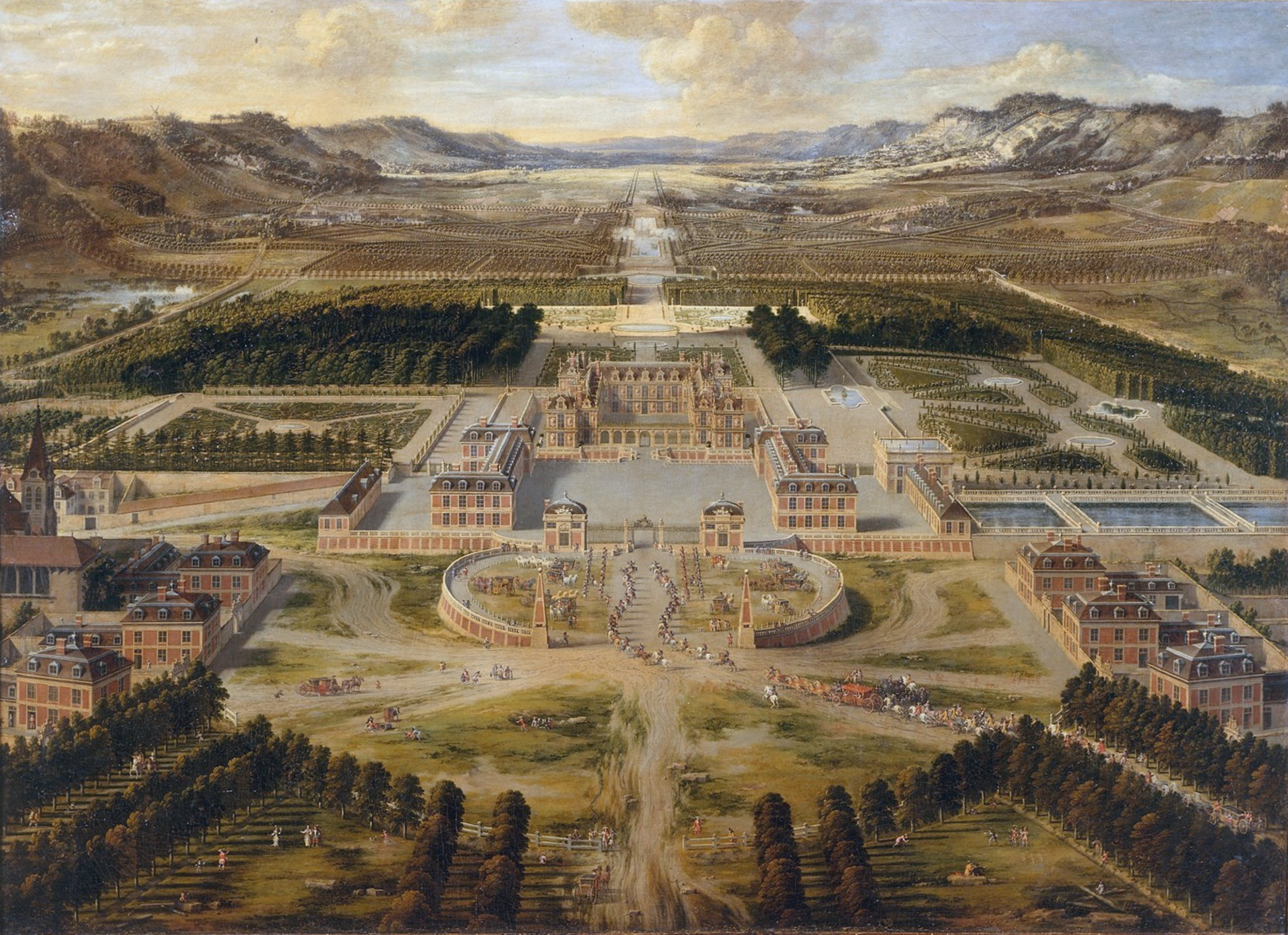
凡尔赛宫是鼎盛時期法國的象徵

17世紀上半業，神圣罗马帝国因新舊教之爭爆發了三十年戰爭，其戰爭規模隨時間擴大，並捲入歐洲各大強國，導致神圣罗马帝国領地的碎片化，瑞典帝國的崛起，以及荷蘭從西班牙帝國獨立。而在隨後的法西战争中，法蘭西王國戰勝了逐漸衰弱的西班牙帝國，成為新的歐洲霸主。1667年，法國入侵西屬尼德蘭，但其擴張行徑引起各國的不滿，最終只得佔領部分敵境。1672年，法國入侵荷蘭，極大地打擊了荷蘭軍事與民生，荷蘭黃金時代終結。然而法軍的勝利也引發其他國家的恐懼，迫使各國組成反法同盟，但法國最終仍贏得戰爭。而在東歐，衰弱的波蘭立陶宛聯邦在先前的大洪水時代被新興的瑞典帝國與俄罗斯沙皇国重創，衰弱為二流國家，而奥斯曼帝国推進至歐洲腹地的攻勢在1683年的维也纳之战被聯軍挫敗。1680年代，鼎盛時期的法國坐擁歐洲最強陸軍與海軍，其戰兵數量遠超任一歐洲國家。1689年，路易十四入侵萊茵地區，大同盟戰爭爆發，荷蘭執政威廉因光荣革命成為英格蘭國王，並組織多國聯軍對抗法軍。1701年，雙方又爆發西班牙王位繼承戰爭，最終法國波旁王朝成為西班牙國王，但法西兩國不得合併。與此同時，彼得大帝率俄罗斯沙皇国在大北方戰爭擊敗瑞典，然後改國號為俄羅斯帝國。

### 18世紀與19世紀
18世紀上半葉，歐洲各國因繼承問題爆發波蘭王位繼承戰爭及奧地利王位繼承戰爭。哈布斯堡王朝在兩場戰爭中喪失部分領土，普魯士王國成為新進列強，而法國則恢復其歐洲霸主的聲譽。1754年，法國與英國在北美爆發戰爭，並在兩年後擴大至歐洲及其他大洲，史稱七年战争。這場戰爭導致法國喪失其廣大的海外殖民地，將世界最強國的地位拱手讓給英國，而普魯士王國則因爲其強大的軍隊贏得讚譽。與此同時，俄罗斯帝国加速對西伯利亞及中亞的擴張，迅速成為歐洲領土最大的國家。之後，英國北美十三州殖民地就經濟與政治問題與本土產生矛盾，從而決定以武裝革命尋求獨立，而後來法國等國也加入對英戰爭，幫助美國獨立。然而法國對美國的軍事協助使其經濟加速惡化，最終於1789年爆發法国大革命。

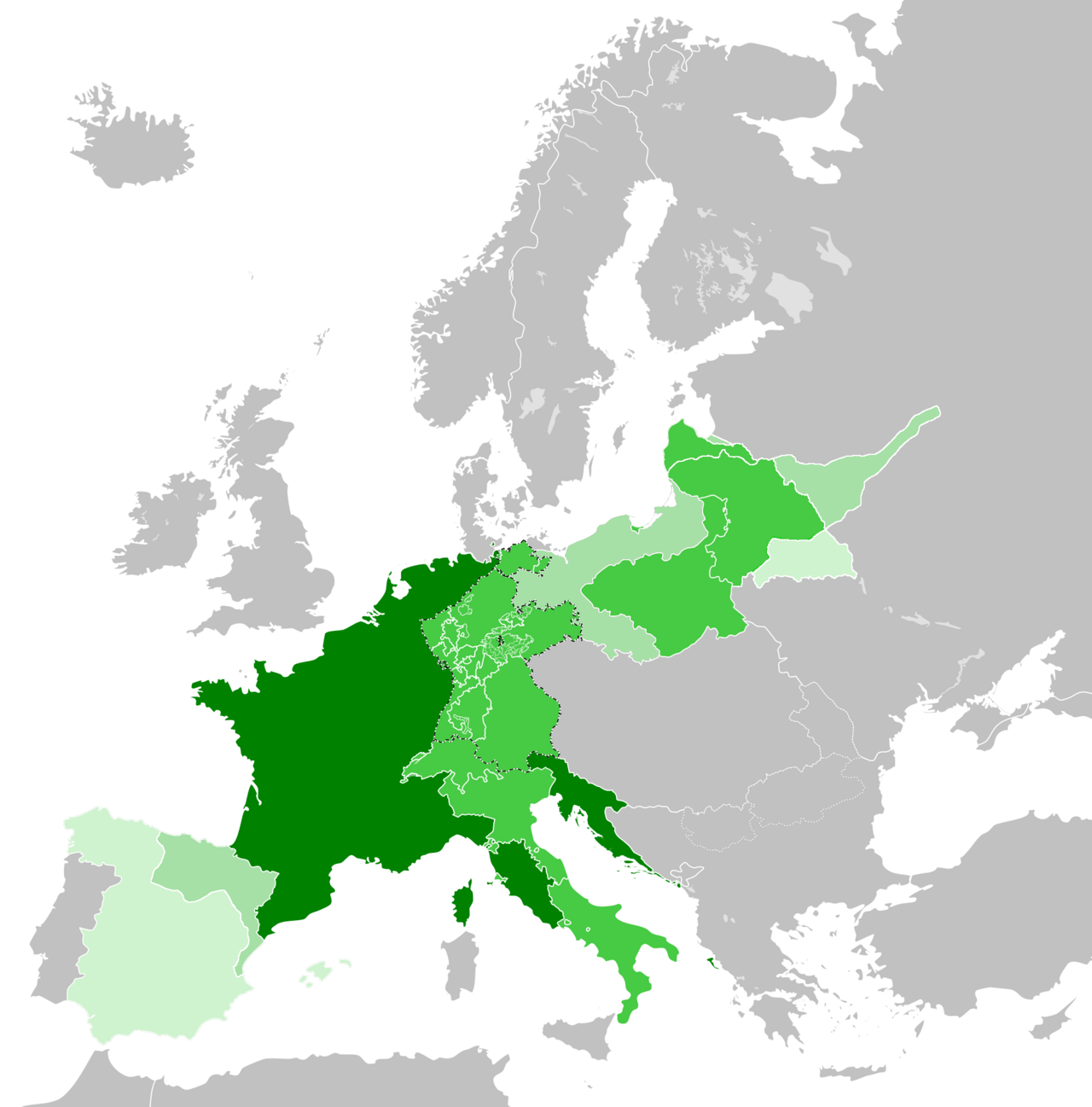
拿破崙戰爭時期法國的最大控制範圍（1812年）

這一時期大為興盛的啟蒙運動建構了新生的法兰西共和国，該國的君主制與諸多貴族在滅亡。1792年，法國與反法同盟爆發第一次反法同盟戰爭，拿破仑一世在戰爭中因戰功崛起。其遠征埃及期間，爆發第二次反法同盟戰爭，遂返國發動雾月政变成為第一執政，並再次贏得勝利。1804年，拿破崙稱帝，建立法蘭西第一帝國。1805年第三次反法同盟成立，法軍在乌尔姆战役殲滅敵軍，繼而在奧斯特利茨戰役擊敗俄奧聯軍。次年，第四次反法同盟戰爭爆發，法軍於耶拿與奧爾施泰特雙役大破普魯士主力，後於1807年夏季的弗里德蘭戰役中再挫俄軍。1808年，拿破崙率軍入侵西班牙，半島戰爭爆發。1809年第五次反法同盟戰爭爆發，法軍連戰皆捷，後於瓦格拉姆之戰擊敗奧軍主力。1812年，拿破崙發兵伐俄，但法軍在戰爭中大幅減員，只能撤出俄國，而隨後的第六次反法同盟更導致第一帝國覆滅。1815年他再次稱帝，但於滑铁卢战役再度敗北，結束拿破崙戰爭。其征伐使大革命的理念傳遍歐洲，法國的行政、法律與教育模式也被廣泛採納。拿破崙垮台後的维也纳会议建立新的歐洲權力平衡，以英國、法國、俄羅斯、奧地利、普魯士五大國為核心。歐洲各地於1848年爆發革命，僅管大部分革命均被鎮壓，仍迫使部分國家作出改革。1852年，拿破仑三世建立法蘭西第二帝國，對內推進諸多改革，對外出兵擊敗俄羅斯與奧地利。1871年，法蘭西帝國垮台，普魯士王國與薩丁尼亞王國分別建立德意志帝國與義大利王國。
18世纪，英國開始工业革命，隨即影響歐洲大陸。而啟蒙時代也促進了民族國家的興起。義大利、德國在19世紀完成統一，隨著科技的進步、對外界的不斷探索及進化論的提出，歐洲成為帝國主義的搖籃，掠奪全世界的資源。

### 20世紀至今
20世纪初，帝國主義的極度擴張終於導致欧洲变为战争策源地，发生兩次世界大戰，使欧洲遭受很大的创伤并喪失世界霸權。歐洲國家陸續喪失其殖民地統治權。第一次世界大戰後，出现世界上第一个社会主义国家——苏联。二战后，在苏联的影响下，又出现一批社会主义国家。1950年代开始，出现以美國为首的北大西洋公约组织成员国及以蘇聯为首的华沙条约组织缔约国兩個集團對峙的局面。欧洲被划分为两个主要的政治经济阵营：东欧的共产主义和西欧的资本主义。到1990年，随着苏联解体，冷战结束，欧洲的政治格局发生重大变化。东欧的社會主義國家重新回歸資本主義。现在，“欧洲”这个词被更广泛的用来作为欧洲聯盟的代名词。现在欧盟有27个成员国，更多的一些成员身份谈判正在或即将进行。所有欧盟成员国都是歐洲委員會的成员国。

## 地理

### 地形
歐洲的地形樣貌頗為豐富。

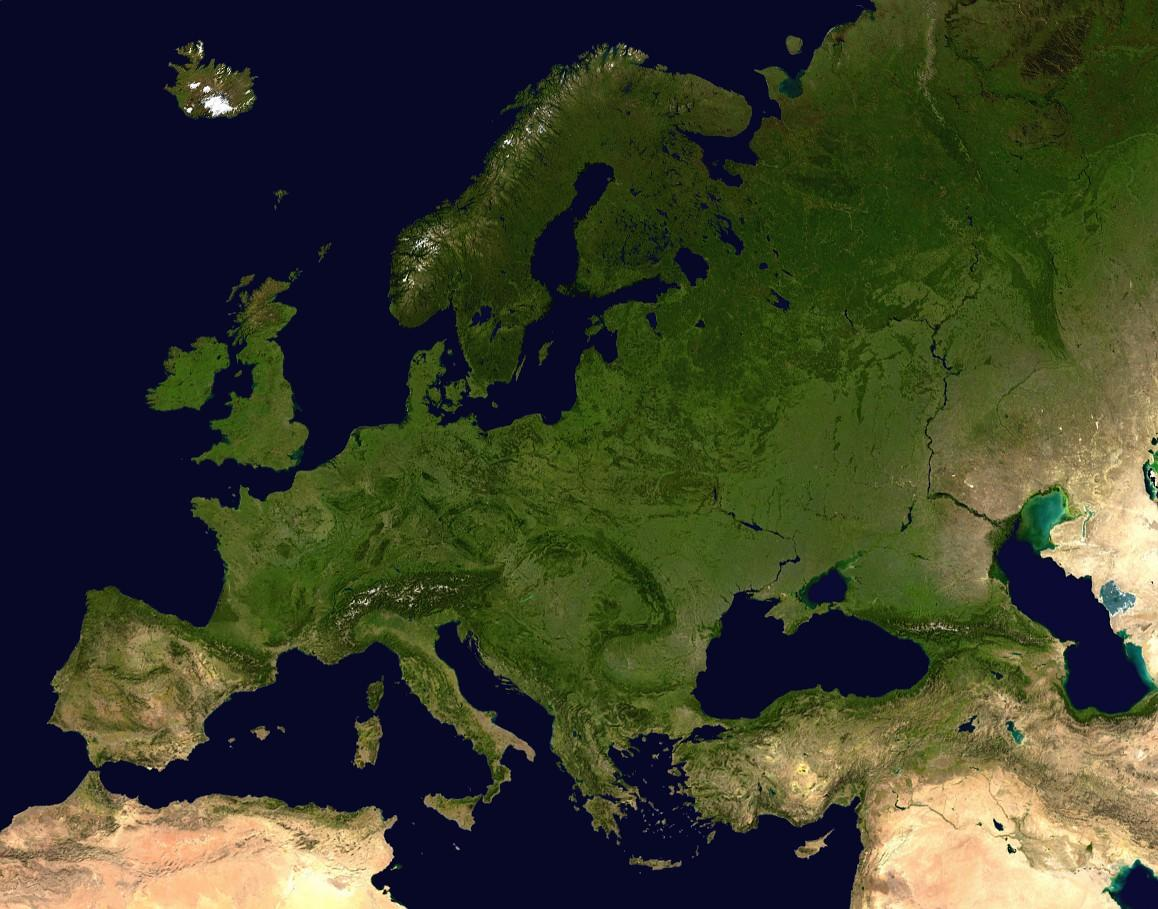
这张欧洲地理环境的卫星照片很详细的显示了山脉、半岛、岛屿以及干旱与寒冷的地区

東歐是一望無際的大草原地形，歐洲東南界為高加索山脈，其主峰厄爾布魯士峰海拔5642米，是歐洲最高峰。其餘歐洲地區除法國、荷蘭、比利時等沿海地區有大片的平原外，其餘多為山地丘陵、平原和高地交錯分佈的地形，阿爾卑斯山山脈橫亙歐洲中部，法國與西班牙、安道爾以庇里牛斯山山脈為界，北歐則多冰河地形，有許多冰河切割消溶入海後所造成的峽灣地形，冰島則除了冰河地形以外有很多火山地形。

### 水文

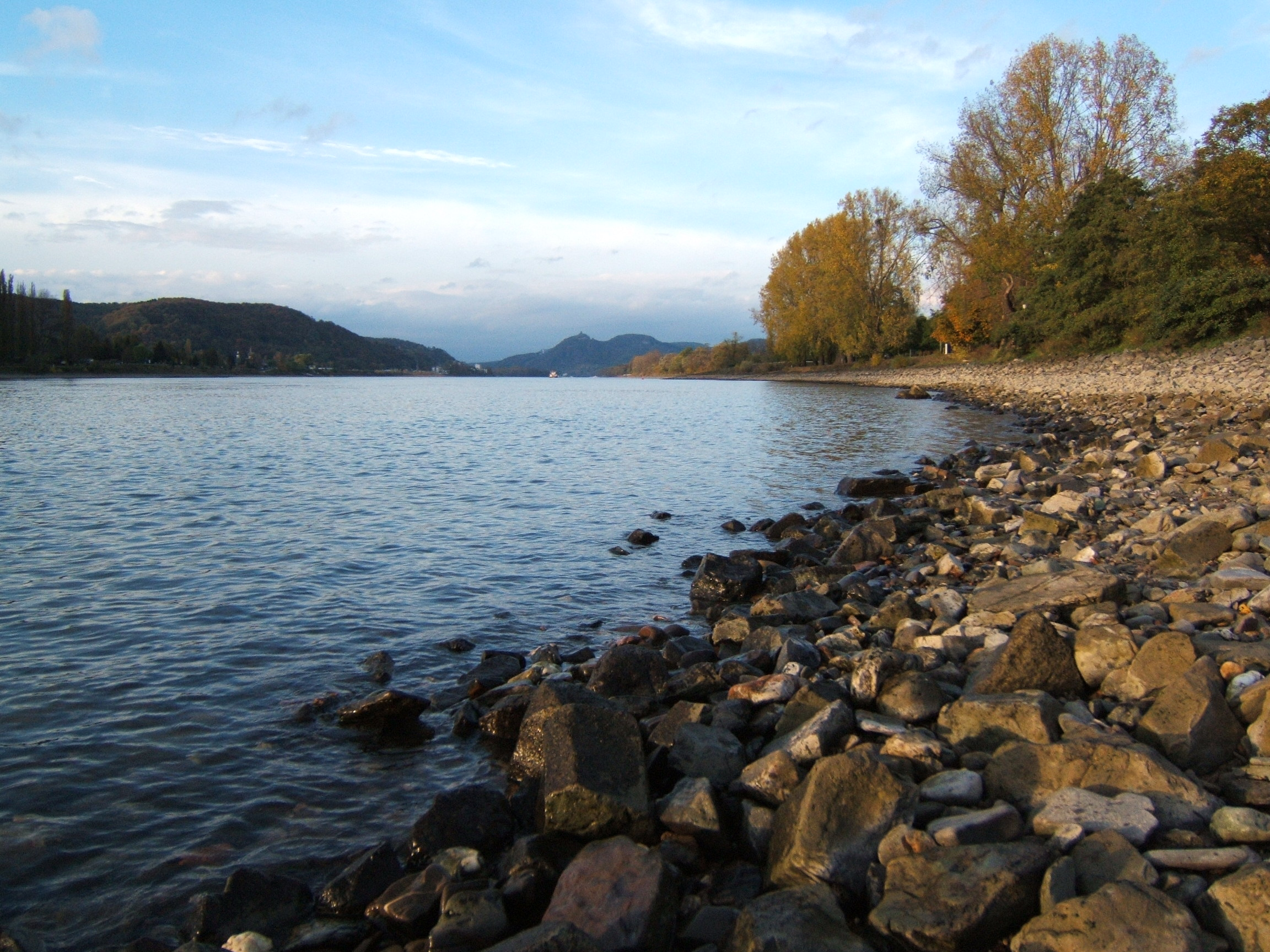
萊因河，歐洲重要的河流之一

歐洲流經數國的大河有萊茵河、多瑙河、易北河、奥得河等。此外主要河流還有法國境內的塞納河、卢瓦尔河、加隆河等、俄國境內的伏尔加河、第聶伯河、烏拉爾河、英国境内的泰晤士河、意大利境内的波河等。
除了河流，歐洲有許多湖泊。其中冰河所遺留下的冰蚀湖使芬蘭被稱為千湖之國。

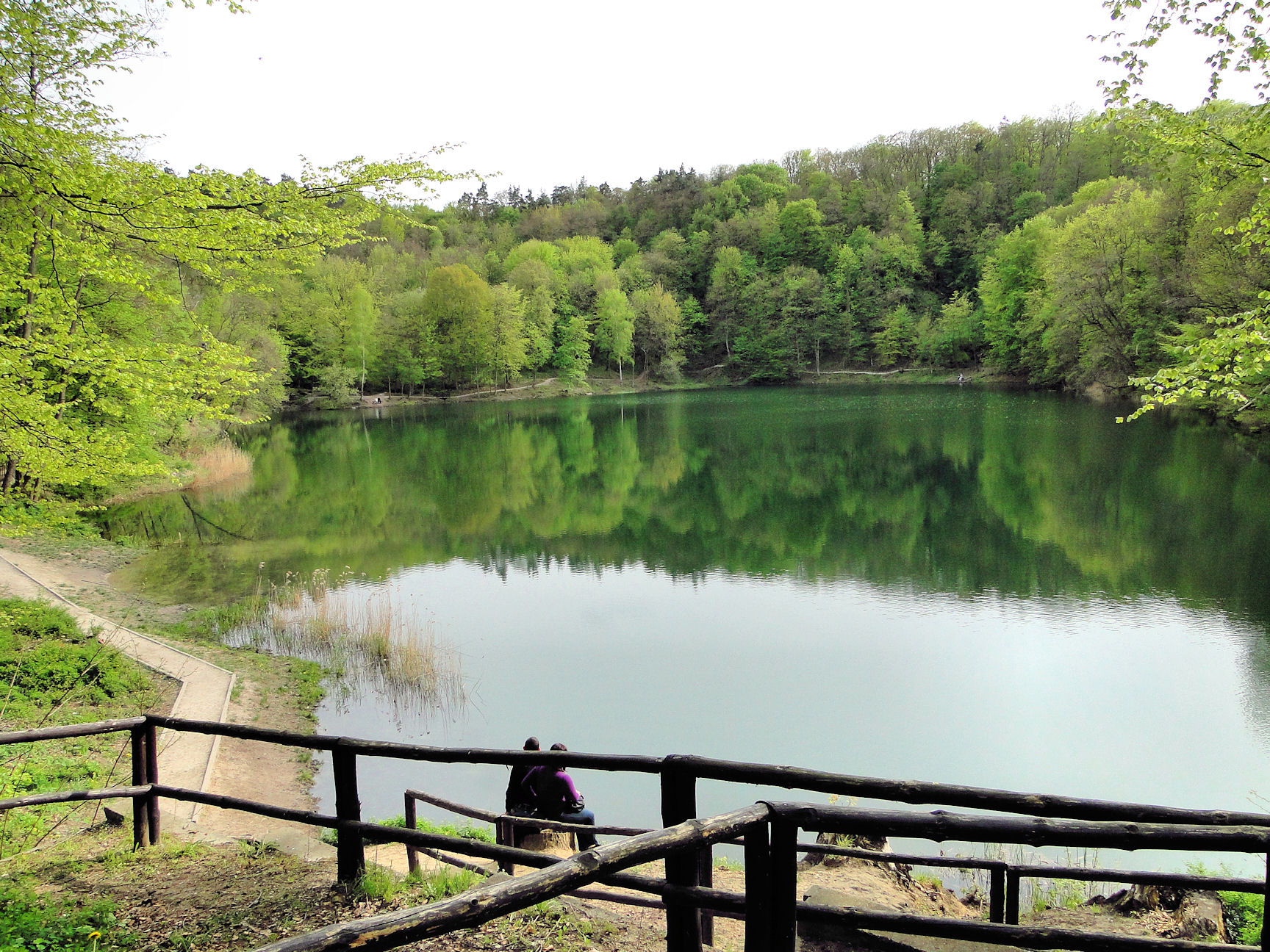
斯德丁的春天

### 氣候
歐洲緯度是在北緯35度以北，大部分屬溫帶氣候，並向北延伸至北極圈，故北歐西部及南部屬温帶氣候。整个欧洲不存在最热月平均气温高于30摄氏度的酷暑区，亦不存在最冷月平均气温低于零下20摄氏度的酷寒区，灾害性天气亦较其他各洲少。
在西風的吹拂及洋流的調節之下，西歐及北欧西部沿海的氣候是全球正偏差最大的區域，因沿海有北大西洋暖流流經，故此冬无严寒，夏无酷暑，宜人居住，多屬於溫帶海洋性氣候。
東歐則屬温带大陸性湿润氣候，年溫差较西欧大，但仍较同纬度的东亚大陆小。南歐緊鄰地中海，夏乾冬雨，因為夏天副熱帶高壓壟罩，冬天西風吹拂。而北冰洋沿岸地区属苔原气候。

## 地區
- 欧洲可分为西欧、中欧、东欧、北欧和南欧、亞欧交界國地区：

（須注意的是，此分區方法並非唯一，根據地理、政治、文化等考量，可能會有不同的分區方式）

北歐
東歐
中欧
西歐
南歐
東南歐

| 西欧       | 英国       | 法國             | 爱尔兰     | 荷蘭           | 比利时   |
| 西欧       | 盧森堡     | 摩納哥           | 澤西       | 根西           | 马恩岛   |
| 中欧       | 波蘭       | 瑞士             | 列支敦斯登 | 奥地利         | 匈牙利   |
| 中欧       | 捷克       | 斯洛伐克         | 斯洛維尼亞 | 德国           |          |
| 南欧       | 葡萄牙     | 西班牙           | 安道尔     | 希腊           | 義大利   |
| 南欧       | 圣马力诺   | 馬爾他           | 梵蒂冈     | 直布罗陀       |          |
| 東南欧     | 塞爾維亞   |                  | 蒙特內哥羅 | 科索沃         |          |
| 東南欧     | 阿尔巴尼亚 | 北馬其頓         | 保加利亚   | 羅馬尼亞       |          |
| 北歐       | 丹麦       | 挪威             | 冰島       | 芬兰           |          |
| 北歐       | 瑞典       | 斯瓦尔巴和扬马延 | 法罗群岛   | 奥兰           |          |
| 东欧       | 乌克兰     | 白俄羅斯         | 立陶宛     |                |          |
| 东欧       | 拉脫維亞   | 爱沙尼亚         | 摩尔多瓦   | 德涅斯特河沿岸 |          |
| 亞歐交界國 | 俄羅斯     | 土耳其           |            |                | 南奥塞梯 |
| 亞歐交界國 |            | 賽普勒斯         | 北賽普勒斯 | 亞美尼亞       | 阿布哈茲 |

### 有限承认的国家
| 国旗           | 国家和地區     | 首都       | 地理位置 | 貨幣                                 | 語言                       | 面積（平方公里） | 人口      | GDP（美元） | 人均GDP（美元） | 地圖 |
| -------------- | -------------- | ---------- | -------- | ------------------------------------ | -------------------------- | ---------------- | --------- | ----------- | --------------- | ---- |
| 科索沃         | 科索沃         | 普里什蒂纳 | 南歐     | 歐元、塞爾維亞第納爾（北科索沃使用） | 阿尔巴尼亚语               | 10,887           | 1,733,842 | 64.52億     | 3,534           |      |
| 南奥塞梯       | 南奧塞梯       | 茨欣瓦利   | 東歐     | 俄羅斯盧布（RUB）                    | 奧塞梯語、俄語             | 3,900            | 56,520    | 1億         | 2,000           |      |
| 阿布哈茲       | 阿布哈茲       | 苏呼米     | 東歐     | 俄羅斯盧布（RUB）                    | 阿布哈茲語、俄語           | 8,600            | 242,862   | 5億         | 2,059           |      |
| 德涅斯特河沿岸 | 德涅斯特河沿岸 | 蒂拉斯波爾 | 東歐     | 德涅斯特河沿岸卢布（PRB）            | 摩爾多瓦語、俄語、烏克蘭語 | 4,163            | 517,963   | 7.99亿      | 1,500           |      |
|                | 北賽普勒斯     | 北尼科西亞 | 南歐     | 新土耳其里拉（TRY）                  | 土耳其語                   | 3,355            | 294,906   | 39億        | 16,158          |      |

### 其他地区
| 国旗     | 国家和地區                                     | 首都           | 地理位置 | 貨幣            | 語言           | 面積（平方公里） | 人口   | GDP（美元） | 人均GDP（美元） | 地圖 |
| -------- | ---------------------------------------------- | -------------- | -------- | --------------- | -------------- | ---------------- | ------ | ----------- | --------------- | ---- |
| 奥兰     | 奥兰（芬兰自治区）                             | 瑪麗港         | 北歐     | 欧元（€，EUR）  | 瑞典语         | 6,784            | 29,489 | 16億        | 55,829          |      |
| 挪威     | 斯瓦尔巴（挪威属地）                           | 隆雅市         | 北歐     | 挪威克朗        | 挪威語         | 61,022           | 2,700  | -           | -               |      |
| 法罗群岛 | 法罗群岛（丹麦構成国）                         | 托尔斯港       | 北歐     | 法罗克朗（DKK） | 法羅語、丹麥語 | 1,399            | 49,709 | 24.5億      | 50,300          |      |
| 英国     | 亞克羅提利與德凱利亞英屬基地區（英國海外領土） | 埃皮斯科皮兵營 | 南歐     | 歐元（EUR，€）  | 英語、希臘語   | 254              | 24,500 | -           | -               |      |
| 直布罗陀 | 直布罗陀（英國海外領土）                       | 直布罗陀       | 南歐     | 直布羅陀镑      | 英语           | 6.5              | 29,752 | 14.9億      | 40,878          |      |
| 根西     | 根西（英国皇家属地）                           | 圣彼得港       | 西歐     | 英镑            | 英语、法语     | 78               | 65,345 | 31.3億      | 49,294          |      |
| 曼島     | 曼島（英国皇家属地）                           | 道格拉斯       | 西歐     | 英鎊、曼島镑    | 英語、曼島語   | 572              | 84,655 | 21.13億     | 35,000          |      |
| 澤西     | 泽西（英国皇家属地）                           | 圣赫利尔       | 西歐     | 英镑、澤西島鎊  | 英语、法语     | 116              | 97,857 | 51億        | 57,000          |      |

### 聯合國的分區方法

根據聯合國分區將歐洲分為
西歐
東歐
北歐
南歐

歐洲全圖

| 西欧 · 法國 · 荷蘭 · 比利时 · 盧森堡 · 瑞士 · 列支敦斯登 · 奥地利 · 摩納哥 · 英国 · 德国 · 愛爾蘭 · | 东欧 · 波蘭 · 匈牙利 · 斯洛伐克 · 捷克 · 保加利亚 · 羅馬尼亞 · 俄羅斯 · 乌克兰 · 白俄羅斯 · 摩尔多瓦 · 德涅斯特河沿岸 · | 北欧 · 丹麦 · 挪威 · 冰島 · 芬兰 · 瑞典 · 立陶宛 · 拉脫維亞 · 爱沙尼亚 · | 南欧 · 葡萄牙 · 西班牙 · 希腊 · 義大利 · 梵蒂冈 · 安道尔 · 北馬其頓 · 圣马力诺 · 馬爾他 · 斯洛維尼亞 · 蒙特內哥羅 · 塞爾維亞 · 科索沃 · 阿尔巴尼亚 · 直布罗陀 · |

## 政治

歐盟的旗幟

欧盟成员国的政治制度
总统制
半总统制
议会共和制
议会制及君主立宪制

歐洲是近代西方政治思想的主要發源地。在政治制度方面，無論是民主制、共和制、君主立憲制（內閣制）、雙首長制等均源自於歐洲，世界各國普受影響。
在政治色彩上，歐洲政治思潮從左到右，一列俱全，諸如無政府主義、納粹主義、法西斯主義、保守主義、君主主義、乃至社會主義、共產主義，均在歐洲政治史上扮演一定角色，此較諸其他各大洲，是為歐洲獨特之處。現在歐洲某些國家左派與右派輪流執政，形成鐘擺效應也為頗值關注。
欧洲一体化越来越成为欧洲发展的趋势。欧洲许多国家的政党之间组成各自的联盟，例如歐洲人民黨、欧洲绿党、欧洲自由民主改革党、歐洲左派黨、歐洲民主黨、歐洲自由聯盟等。除美國以外，北大西洋公約組織的會員國主要是由歐洲各國所組成。目前歐洲在聯合國共有44個會員國，其中英、法、俄是聯合國安理會的常任理事國。
现在的欧洲是世界最为关注的战略重点，欧盟的发展加强欧洲一体化，現時欧盟更為一個超國家組織，是影响世界经济政治发展的重要因素。在冷战结束后，美欧争夺欧洲主导权的斗争开始浮现出来。
欧洲对于同性恋人士的政策在世界上也是最为宽容的。在全球二十多个承认同性婚姻的国家中，欧洲就有十六个，分別是荷兰、比利时、西班牙、挪威、瑞典、葡萄牙、冰岛、丹麦、法国、卢森堡、爱尔兰、芬兰、英国、马耳他、德國及奥地利。另外欧洲还有十多个国家承认同性伴侣民事结合，他们是安道尔、捷克、斯洛文尼亚、瑞士、匈牙利、列支敦士登、克罗地亚、塞浦路斯、爱沙尼亚、希腊、意大利、圣马力诺。欧洲有37个国家立法禁止在就业、医疗等社会日常生活中基于对性倾向的歧视行为。此外，欧洲所有的国家规定两个成年人之间自愿的同性恋行为合法。

## 经济
资本主义最早从欧洲发展起来，其工业和农业的机械化水平也是各洲中最高的。欧洲绝大多数国家都属发达国家，其中以北欧、西欧和中欧一些国家经济发展水平最高。
随着欧盟的发展，欧洲经济一体化程度越来越高，1979年3月13日开始在欧洲共同体内部使用欧洲货币单位作为计价结算的一种货币单位。现在歐元（€ ISO 4217碼EUR）是目前歐盟28個會員國中的18國（也有這18國以外的國家，已經是31個國家和地區的官方貨幣）所使用的貨幣。歐盟各國對於是否加入歐元區皆有自身利益的考量，目前有一半以上的歐盟會員國仍發行自己國家的货幣，並未加入歐元區的行列，例如：丹麦克朗等。歐元區是目前世界主要經濟體之一，歐元區經濟的榮枯深深地影響著全世界的景氣。
在欧洲一些传统产业中，农业的现代化水平很高。全洲耕地总面积约2.9亿公顷，农业人口比重为15％。但是由于人口稠密，消费高，大多数国家粮食不能自给。欧洲的工业产值是各洲中最高的，交通运输业極其发达，全洲有35万千米铁路；公路总长420万千米；海运总吨位约占世界的45％，具有很强的外贸经济的特点。此外，欧洲航空业和旅游业也很发达。

## 人口

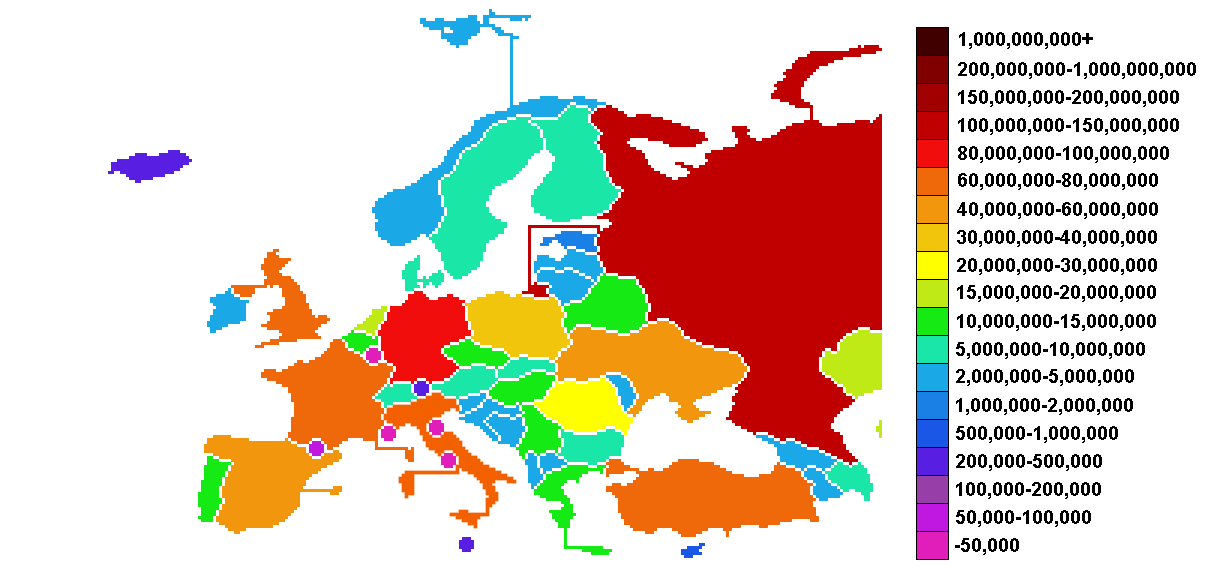
歐洲各國的人口數

2023年，歐洲的人口約有7.46億人，約占世界總人口的9%。其平均人口密度居各大洲的第一位。目前歐洲各國多面臨生育率下降及人口老化的問題，而推行各種政策試圖維持人口成長。
| 年份 | 人口（單位：萬人） |
| ---- | ------------------ |
| 1950 | 54,741             |
| 1960 | 60,441             |
| 1970 | 65,586             |
| 1980 | 69,243             |
| 1990 | 72,139             |
| 2000 | 72,846             |
| 2005 | 72,895             |
| 2010 | 73,628             |
| 2015 | 74,211             |
| 2020 | 74,623             |

來源：UNPP

## 民族及語言
欧洲各民族主要是属于印欧语系语言的民族（超过90%的欧洲居民），最为广泛使用的有波罗的语族、罗曼语族、日尔曼语族、斯拉夫语族、凯尔特语族以及阿尔巴尼亚语、希腊语，也有从东方迁徙过去的使用乌拉尔语系语言的各民族和古老的巴斯克民族，在俄罗斯的欧洲部分尚有一部分使用阿尔泰语系的民族。基本是以民族国家划分，有的生活在不同国家的操同一语言的人群承认属于同一民族，但有的不愿意承认，只强调自己是那一国家的人。
欧洲人分屬多個不同的語族，其中有：
- 印欧语系
  - 波罗的语族：拉脱维亚语、立陶宛语
  - 罗曼语族：法语、加泰罗尼亚语、加里西亞語、罗马尼亚语、罗曼什语、葡萄牙语、西班牙语、意大利语
  - 日尔曼语族：冰岛语、丹麦语、德语、荷兰语、卢森堡语、挪威语、瑞典语、英语
  - 斯拉夫语族：白俄罗斯语、波兰语、波斯尼亚语、俄语、捷克语、克罗地亚语、马其顿语、塞尔维亚语、斯洛伐克语、斯洛文尼亚语、乌克兰语
  - 凯尔特语族：爱尔兰语、苏格兰语、威尔士语
  - 阿尔巴尼亚语
  - 希腊语
  - 印度－伊朗语族：羅姆語
- 乌拉尔语系：
  - 芬兰-乌戈尔语族：爱沙尼亚语、芬兰语、匈牙利语
- 阿爾泰语系：
  - 突厥語族：土耳其語、韃靼語、楚瓦什語、哈萨克语
  - 蒙古語族：卡爾梅克語
- 亞非語系：馬爾他語、阿拉伯語、希伯來語
- 孤立語言
  - 巴斯克語

關於歐盟成員國的語言使用，參見歐洲聯盟的語言。

## 教育与文化

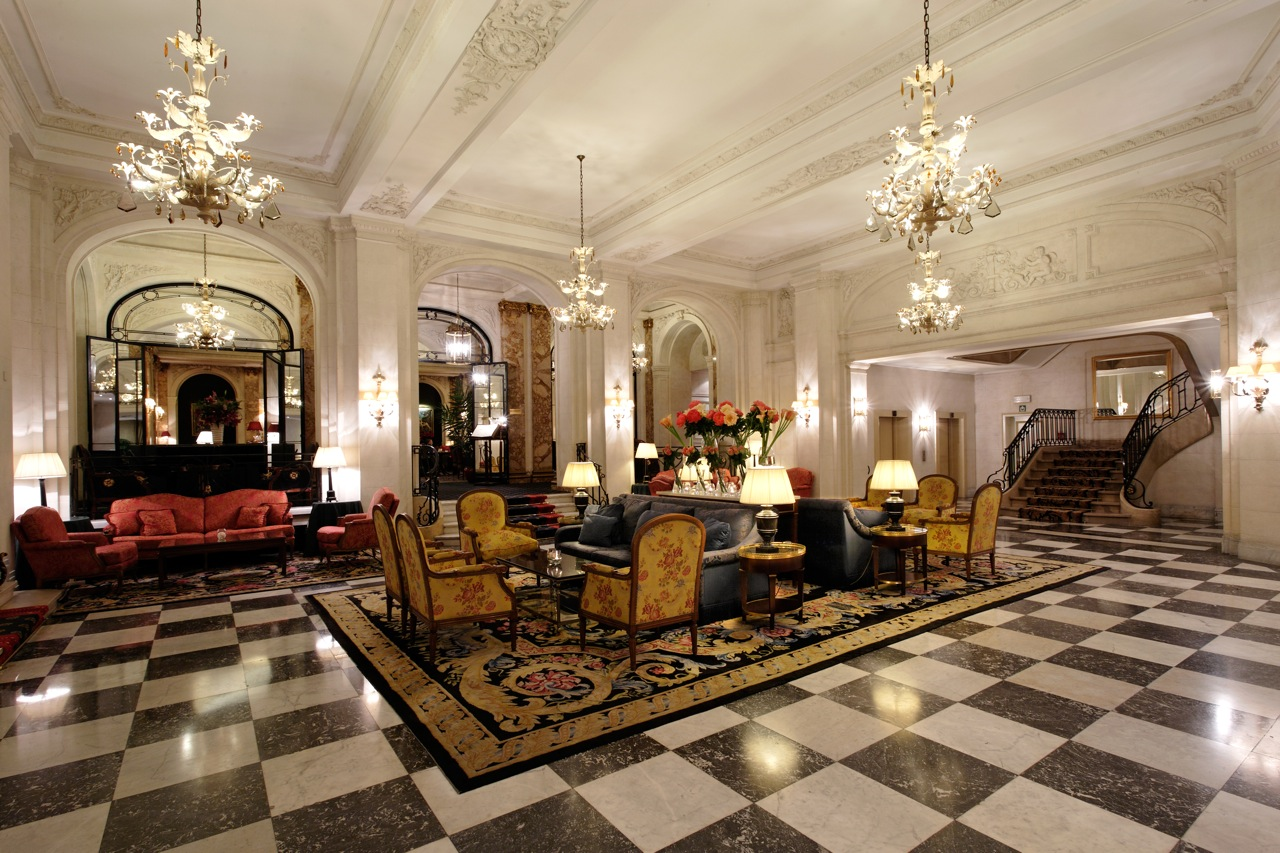
比利時的一個巴洛克建筑裝潢

所有欧洲国家的公民都要接受义务教育，或者至少是接受某种教育培训。欧洲的义务教育大概从6、7岁开始，一直持续到15、16岁。在大多数欧洲国家，基础教育的时间大概只持续四到五年，而在少数国家，却需要七八年。基础教育完成之后，学生所继续接受教育的高一级的学校就有多种类型了，有继续为高等学校预先培养人才的文理中学，还有一些技工学校。与此同时，在许多国家还有许多很有名望的高等专科学校和综合性大学，接纳那些已经完成初中等教育的学生。在这种教育体制的促进下，几乎所有欧洲国家的文盲率都很低。
雕刻艺术建筑、美术、文学以及音乐都是在欧洲具有悠久历史的傳統事物。许多城市，比如倫敦、巴黎、维也纳、罗马、柏林以及莫斯科等，今天都是在作为首都的同时，也被视作该国的文化中心。此外，在许多城市还有很多重要的剧院、博物馆、交响乐团以及其他很重要的文化设施。

### 古代文化
欧洲具有很深厚的文化底蕴。欧洲史前美术体现了欧洲旧石器时代、中石器时代和新石器时代的建筑、雕刻、绘画和工艺的成就，其中欧洲旧石器时代艺术是迄今所知人类最早的真正的艺术品。此外欧洲史前器具艺术具有很强的表现力，被学者们称之为活动艺术。
11～17世纪，欧洲中世纪大学的兴起奠定了现代高等教育的模式。

### 科学文化的交流与合作
欧洲各国在科学、文化等方面的合作也很紧密。
在文化方面，1950年创立以西欧和地中海沿岸国家广播电视机构为主的欧洲广播联盟。1957年8月21日创立的欧洲新闻社联盟增进各国新闻社之间的交流与合作。
在科学技术方面，由法国、德国、比利时、瑞典、荷兰、丹麦、意大利、瑞士8个国家共同经营的欧洲南天天文台是位于南半球的大型综合性天文台，其研究课题几乎涉及天文学的各个领域。1973年由30多个国家建立的欧洲分子生物学实验室促进欧洲各国在分子生物学领域的迅速发展。1975年5月30日由欧洲多个国家组成的歐洲太空總署在航天领域很有竞争力。

## 宗教
根據2016年皮尤研究中心全球宗教分佈民調的歐洲宗教人口

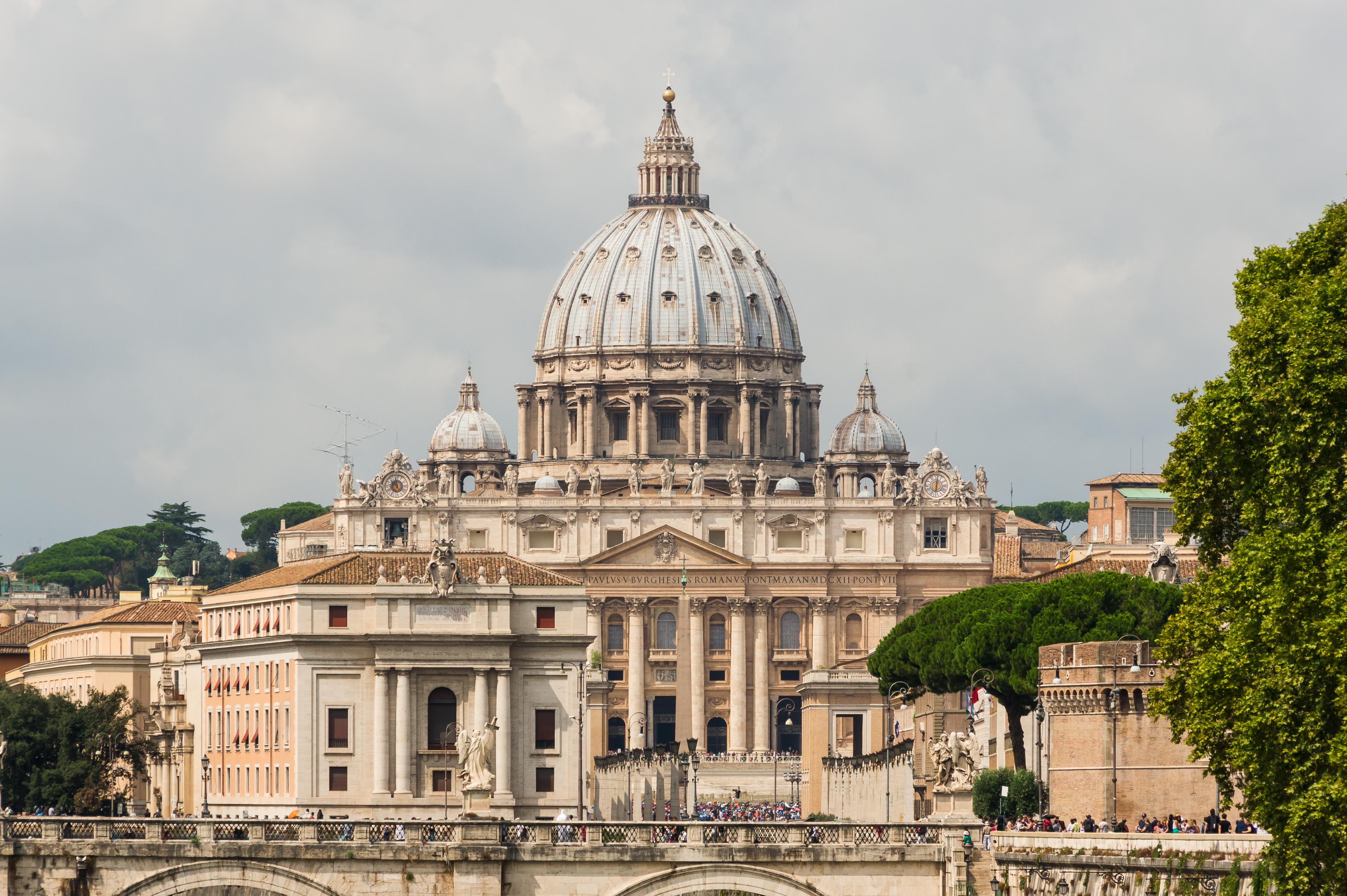
梵蒂冈内的圣彼得大教堂为世界上最大的基督教教堂

欧洲的宗教中，72%主要是信仰基督宗教（包括天主教、基督新教以及东正教）。
8％是伊斯兰教，其中大多数在俄罗斯生活（两千五百万），除此之外，在土耳其（590万）、法国（550万）、德国（320万）、波斯尼亞和黑塞哥維那與阿尔巴尼亚（140－250万）以及意大利（110万）等欧洲广大地区都有穆斯林分布，西欧的穆斯林主要为移民。
仅有少于1％的欧洲居民信仰犹太教（将近200万人）。其他的宗教（如印度教、佛教等）也都仅有低于1％的信徒。
部分欧洲国家无宗教人口的比例相对较高。根据欧洲联盟2005年公布的调查结果，无宗教信仰人口比例，超过60%的有英国、法国、荷兰、瑞典等国，超过50%的有德国、比利时、瑞士、挪威等国，而低于10%的有罗马尼亚、土耳其等国，低于20%的有葡萄牙、希腊、波兰等国。

## 國際關係

### 歐洲與亞太
歐洲部分國家在亞太各地曾建立廣大的殖民地，例如：英國擁有印度、新加坡、馬來西亞、緬甸和香港等；法國擁有印度支那，即今日中南半島東部地區；葡萄牙曾管治澳門、果阿邦和東帝汶；西班牙曾管治菲律賓；荷蘭曾擁有東印度群島，亦即今日的印尼。也因此東南亞國家與歐洲國家的關係非常深厚，由於這般深厚的關係，今日國際關係中，歐洲對於東南亞仍有一定程度的影響力；在曾受西班牙統治，以天主教為國教的菲律賓，教宗所指派的樞機主教亦有政治及社會上的影響力。東北亞的日本曾與德國、義大利在第二次世界大戰中組成軸心國，現在日本、韓國與歐洲各國主要是以經濟關係為主，政治上的結盟已漸次減少。

### 歐洲與中亞
從17世紀開始到20世紀，中亞大部分地區成了俄羅斯帝國以及隨後的蘇聯的領土，大量東歐的斯拉夫人開始遷移到哈薩克斯坦和吉爾吉斯斯坦。蘇聯解體後，哈薩克斯坦和吉爾吉斯斯坦的斯拉夫人開始大規模遷移回俄羅斯，導致哈薩克斯坦和吉爾吉斯斯坦的俄羅斯族人口比例大大下滑。蘇聯對中亞地區的統治，帶來了工業化和大量基礎設施的建設，但也伴隨著對地方文化的壓制，集體化項目的失敗導致很多人死亡，長期以來，該地區的民族關係都很緊張，也出現了一些環境問題。

### 歐洲與中東（西亞）
地理上，歐洲與中東（西亞）是近鄰，歷史上，歐洲與中東的關係一向緊張，基本上是由於兩者在宗教理念上的根本不同：歐洲大部份國家以基督宗教為主要信仰，而伊朗和阿拉伯國家多以伊斯蘭教為國教。中東多個地區曾經在20世紀初第一次世界大戰之後成為英國和法國的殖民地。
橫跨歐洲與小亞細亞的伊斯蘭教國家土耳其本身與傳統歐洲各國的關係就非常微妙，它地處亞歐交界處，且它曾經既滅亡拜占庭帝國，現在又極渴望加入歐盟。

### 歐美
歐洲與美國雖然在文化、民風等各方面，有著濃厚的歷史淵源和聯繫，但大致上於二十世紀中葉，第二次世界大戰之後，美國和歐洲有一種較緊密的盟友關係。在此之前，由於美洲在17世紀時期，曾是歐洲國家流放異見人士和囚犯的地方，所以，在美國開國1786年的初期，與歐洲殖民主義者，尤其是曾經統治過美國的英國，有著對立的關係。其後由於美國和歐洲長時期實施政治互不干預的政策，兩者在18至19世紀各自發展。20世紀的兩次世界大戰，令歐洲元氣大傷，但美國經濟卻有高度增長，西歐諸國均需要美國的經濟援助，自然靠近美國。再加上东欧诸国加入社会主义阵营，因而与美国关系降落冰点。冷战时期，以苏联为首的社会主义阵营的威脅加强除东欧外其他欧洲国家与美国的亲密度。但是在冷战结束后，威脅消失，欧洲（主要是欧盟成员国）与美国的关系发生一些变化，欧洲更需要有自己的声音，因此某些欧洲国家在九一一事件、伊拉克问题、以巴冲突等方面与美国产生不同意见，甚至有较大的分歧，但是其根深柢固的盟友关系还将保持不变。英國卻在上述事件中更加靠攏美國，與美國結成極為堅定的同盟關係，但也遭人取笑這個美國原屬的殖民主幾乎反倒成了美國的附庸。西班牙、波蘭等在美伊第二次戰爭時對美國的強力支持，使得美國稱讚這些國家為新歐洲，但隨著恐怖份子對西班牙發動攻擊，西班牙已退出與美國間的盟約，自伊拉克撤軍。

### 歐非
歐洲和北非的關係，跟其與中東的關係差不多，因為北非與歐洲隔地中海相望，而北非亦是伊斯蘭教國家地區。歷史上，只有中世紀時期，阿拉伯帝國曾經統治過西班牙、葡萄牙和法國南部。自歐洲殖民主義興起，非洲各地成為歐洲的殖民地，法國在中非、西非和北非建立的法屬西非洲殖民地，是非洲大陸當時最大的殖民地。歐洲殖民主義者在非洲爭奪自然資源，情況直至1950年代開始非洲國家各民族的獨立運動浪潮，多個國家紛紛獨立，才有所改進。歐洲和非洲亦循著經貿的方向發展。

### 歐澳
跟美國一樣，歐洲開發澳大利亞的初期亦以流放囚犯的作用。但由於歐洲和澳大利亞在地理上相距甚遠，令到兩者有著各位發展的空間，但在經濟、文化和宗親的聯繫上，澳大利亞和歐洲仍然有著很緊密的聯繫。澳大利亚及新西兰的主要移民群种均来源于欧洲，与当地土著民族及其他移民发展大洋洲。

## 内部政策差异
虽然不少世界各国各项数据排名（如GDP、进出口总额、奥运会奖牌等）都将欧盟作为一个类似于主权国家的整体来看待，欧洲一体化的程度确实领先全球，但不同的欧洲国家在某些领域的内部政策方面仍然存在着明显的差异。

### 宗教政策
欧洲是除东亚以外全球世俗化程度最高的地区。欧洲大部分国家皆已不设国教，但挪威、冰岛、芬兰的宪法仍规定基督新教路德宗为国教或唯一享受国家补贴的宗教，希腊宪法仍规定东正教为国教。

### 货币政策
丹麦、瑞典、波兰、匈牙利、捷克、罗马尼亚、保加利亚等欧盟成员国至今未加入欧元区。

### 刑罚政策
欧洲大部分国家不设死刑但保留无期徒刑，西班牙、葡萄牙、塞尔维亚、克罗地亚不设无期徒刑，但罪行特别严重的犯罪分子可能会被累计判处几百年甚至上千年的超长刑期。
擁有死刑法律的只有白俄羅斯。

### 毒品政策
荷兰是唯一一个明文规定吸食和买卖大麻合法的欧洲国家。法国、希腊、瑞典、挪威、芬兰等国对大麻实行严厉的管制，无论是吸食还是买卖皆为违法，也不允许将大麻作为处方药使用。其他欧洲国家大都禁止私人种植和买卖大麻，但英国、德国、西班牙、比利时和捷克允许使用从大麻中提炼出的某些成分制造处方药。

### 性交易政策
俄罗斯、瑞典、挪威、冰岛及东欧部分国家禁止一切形式的性交易，德国、荷兰、瑞士、奥地利、匈牙利、希腊、土耳其允许开设妓院卖淫，其余的欧洲国家允许性交易但禁止有组织地卖淫。

### 同性恋政策
西欧大部分国家允许进行同性婚姻登记，義大利、捷克等国家则允许同性之间建立同居民事关系但不提供同性婚姻的注册登记，波兰、斯洛伐克、保加利亚等大部分东欧国家明文规定婚姻只能是异性之间的民事关系。

## 参見
- 歐洲聯盟
- 斯堪的纳维亚
- 欧洲議會
- 歐元區
- 欧洲一体化
- 欧洲美元
- 歐洲共同體
- 歐洲委員會

### 引用
1. ↑  . worldpopulationreview.com.   [2022-07-30]. （原始内容存档于2022-07-08）.
2. 1 2  . 联合国经济和社会事务部人口部门.   [2022年7月17日] （英语）.
3. ↑   (XSLX) ("Total Population, as of 1 July (thousands)"). 联合国经济和社会事务部人口部门.   [2022年7月17日].
4. ↑  . International Monetary Fund. 2022  [2022-01-16]. （原始内容存档于2021-01-22）.
5. ↑  . International Monetary Fund. 2022  [2022-01-16]. （原始内容存档于2017-02-25）.
6. ↑  . International Monetary Fund. 2022  [2022-01-16]. （原始内容存档于2020-01-11）.
7. ↑  . hdr.undp.org.   [2017-07-21]. （原始内容存档于2012-07-09）.
8. 1 2 3 4 5  Pew Forum on Religion & Public Life; Peu-Templeton Global Religious Futures Project.  (PDF). 華盛頓特區: 皮尤研究中心. 2011-12-19  [2023-10-10]. （原始内容存档 (PDF)于2018-03-23） （英语）.
9. ↑   (PDF). Demographia.   [2020-10-28]. （原始内容存档 (PDF)于2018-05-03）.
10. ↑  各大洲的全称及由来 （页面存档备份，存于），三桥语文网，2006年10月31日
11. ↑  M. L. West; West, Morris. . OUP Oxford. 2007-05-24: 185  [2022-07-30]. ISBN 978-0-19-928075-9. （原始内容存档于2021-01-22）.
12. ↑  FitzRoy, Charles. . Bloomsbury Publishing. 2015-02-26: 52–  [2022-07-30]. ISBN 978-1-4081-9211-5. （原始内容存档于2022-03-20）.
13. ↑  Astour, Michael C. . Brill Archive. 1967: 128  [2022-07-30]. GGKEY:G19ZZ3TSL38. （原始内容存档于2022-03-20）.
14. ↑  . www.etymonline.com.   [2022-07-30]. （原始内容存档于2017-09-17）.
15. ↑  利玛窦世界地图在日本—江静[永久] 2010年5月6日
16. ↑  Davidson, Roderic H. . Foreign Affairs. 1960, 38 (4): 665–675. ISSN 0015-7120. JSTOR 20029452. S2CID 157454140. doi:10.2307/20029452.
17. ↑  杜比（2010年），第235页
18. ↑  杜比（2010年），第240页
19. 1 2  杜比（2010年），第304页
20. ↑  Bradbury（2007年），第73页
21. 1 2  . google.fr.   [2016-07-29]. （原始内容存档于2016-09-04）.
22. ↑  Flori & Tucker 2019，第999頁.
23. ↑  Albert Guerard, France: A Modern History (University of Michigan Press: Ann Arbor, 1959) pp. 100, 101.
24. ↑  Don O'Reilly. "Hundred Years' War: Joan of Arc and the Siege of Orléans". TheHistoryNet.com.
25. ↑  . Microsoft Encarta Online Encyclopedia 2009. Webcitation.org.   [2012-06-22]. （原始内容存档于2009-10-31）.
26. ↑  Roberts, John Morris. . Penguin. 1997. ISBN 978-0-14-026561-3.
27. ↑  National Geographic, 296.
28. ↑  National Geographic, 254.
29. ↑  Jensen, De Lamar (1992), Renaissance Europe, ISBN 0-395-88947-2
30. ↑  Levey, Michael. . Penguin Books. 1967.
31. ↑  National Geographic, 292.
32. ↑  Levey, Michael. . Penguin. 1971.
33. ↑  Hatch, Robert A. .   [24 March 2023]. （原始内容存档于23 July 2013）.
34. ↑  Peter Barrett (2004), Science and Theology Since Copernicus: The Search for Understanding 的存檔，存档日期22 April 2022., pp. 14–18, Continuum, ISBN 0-567-08969-X
35. ↑  蒂莫西·布萊寧. . 中信出版社. 2018: 698-701. ISBN 978-7508696867.
36. ↑  Lyons, Martyn. . St. Martin's Press. 1994. ISBN 978-0-312-12123-5.
37. ↑  Grab, Alexander. . Palgrave MacMillan. 2003. ISBN 978-0-333-68275-3.
38. ↑  National Geographic, 350.
39. 1 2  . Central Intelligence Agency.   [2011-02-17]. （原始内容存档于2018-12-25）.
40. 1 2   (PDF). United Nations Statistics Division. 2007  [2011-02-24]. （原始内容存档 (PDF)于2018-12-25）.
41. 1 2 3 4  . Europa. 2011-08-09  [2011-08-10]. （原始内容存档于2018-12-25）.
42. 1 2  . Central Intelligence Agency.   [2011-02-17]. （原始内容存档于2018-12-25）.
43. 1 2  . United Nations Group of Experts on Geographical Names. 2010-09-13  [2011-02-24]. （原始内容存档于2018-12-25）.
44. 1 2  . United Nations Statistics Department.   [2011-05-03]. （原始内容存档于2018-12-25）.
45. 1 2  . Countries of the World.   [2013-07-08]. （原始内容存档于2013-07-13）.
46. 1 2  . infoplease.   [2013-07-08]. （原始内容存档于2013-07-16）.
47. 1 2  . Central Intelligence Agency.   [2011-03-03]. （原始内容存档于2018-12-25）.
48. 1 2  . Central Intelligence Agency. July 2012  [2012-09-02]. （原始内容存档于2011-09-27）.
49. 1 2 3 4  . International Monetary Fund.   [2010-04-21]. （原始内容存档于2011-10-11）.
50. 1 2 3 4  . Central Intelligence Agency.   [2013-07-08]. （原始内容存档于2018-12-24）.

## 外部連結
- 欧盟官方网站
- 歐洲歷史上不同时期的地图 （页面存档备份，存于）